# Grochowo Pierwsze

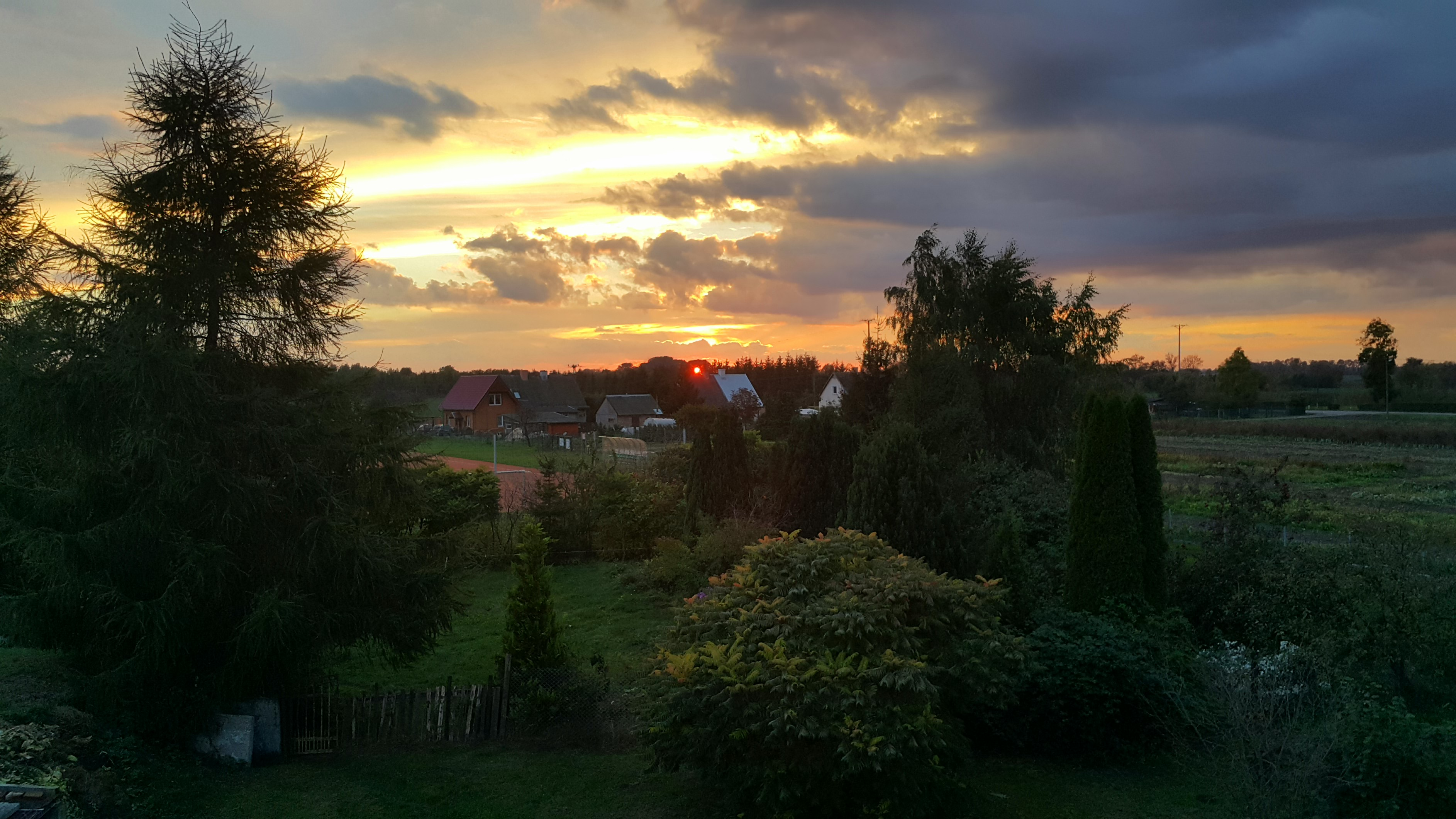

Grochowo Pierwsze – osada w Polsce położona w województwo pomorskie województwie pomorskim, w powiecie nowodworskim, w gminie Sztutowo na obszarze Żuław Wiślanych. Od roku 2011 jest odrębnym sołectwem.
W latach 1975–1998 miejscowość administracyjnie należała do województwa elbląskiego.

## Historia wsi

### Rozkwit wsi w dwudziestoleciu międzywojennym
Czas wielkiego rozkwitu miejscowości przypada na czas międzywojenny, kiedy to na tym terenie istniało jedno z największych gospodarstw rolnych. Było to dobrze prosperujące gospodarstwo z budynkiem mieszkalnym. Nieopodal istniał park, którego pozostałości istnieją do dziś. Właściciel Ewald Kusch otworzył w miejscowości szkołę rolniczą, w której młodzi ludzie uczyli się hodowli zwierząt oraz uprawy roli. Jednym z charakterystycznych elementów krajobrazu był wiatrak, który działał w tym regionie, będąc świadkiem ówczesnych czasów. W tamtych latach Grochowo Pierwsze było również miejscem, gdzie nadbrzeże rzeki Wisły królewieckiej służyło jako punkt cumowania barek, pełniąc istotną funkcję gospodarczą. To strategiczne położenie nad rzeką sprzyjało rozwojowi lokalnej działalności handlowej i transportowej. Nieodłącznym elementem krajobrazu był również malowniczy widok na jeziorko, które można było podziwiać z miejscowej gospody. Ta tradycyjna karczma zbudowana z czerwonej cegły przedsiębiorcy Wilhelma Lühlowa z miejscowości Hopehill (wzniesienie położone w granicach wsi Kamionek Wielki wysoczyzny elbląskiej), była nie tylko miejscem spotkań, ale również oferowała gościom unikalną perspektywę na urokliwe jeziorko, tworząc atmosferę sprzyjającą relaksowi i odpoczynkowi w czasie żeglugi barek. W miejscowości istniała też pompa, która pompowała wodę z okolicznych wody melioracyjne wód melioracyjnych poprzez kanał do Wisła Królewiecka Wisły Królewieckiej. Pod koniec wojny osadnicy pozostawiali, swoje dobra biorąc tylko to, co udało im się załadować i uciekli do Niemiec samolotem. Po wojnie budynki były częściowo zdewastowane, stodoły pełne pozabijanych krów oraz żerujących szczurów. Pozostali tylko robotnicy, którzy na widok polskiego munduru kryli się, obawiając się represji.

### Po II wojnie światowej
Po wojnie w miejscowości powstał PGR Grochowo l. Ziemia zalana w czasie działań wojennych została stopniowo osuszona poprzez pracujące bez przerwy stacje pomp.
Trzeba było zlikwidować wiele hektarów odłogów, stopniowo napływali osadnicy m.in. z Województwo świętokrzyskie Kielecczyzny, Kujawy Kujaw, okolic Sandomierza. PGR istniał do roku, kiedy to ziemia oraz budynki gospodarcze przeszły, w ręce prywatne natomiast budynki mieszkalne zostały, wykupione przez mieszkających w nich byłych pracowników PGR-u.
W latach 2000 zaszły istotne zmiany w krajobrazie Grochowa Pierwszego. Nowy dzierżawca podjął decyzję o wyburzeniu historycznej gospody, która pełniła ważną rolę społeczno-kulturową w regionie w okresie międzywojennym XX wieku, a później historyczną. Dodatkowo, jeziorko, które dodawało uroku temu miejscu, zostało zasypane, przekształcając teren w pole uprawne.
Te zmiany wpłynęły na charakterystykę Grochowa Pierwszego, zacierając niektóre z unikatowych elementów historycznego krajobrazu. Jednakże, pomimo tych przemian, Grochowo Pierwsze nadal pozostaje miejscem, które w swej przeszłości gościło ważne elementy lokalnej kultury i życia społecznego. Historia tego tej wsi stanowi nieodłączną część dziedzictwa lokalnej społeczności

## Geografia Grochowa Pierwszego
Sołectwo Grochowo Pierwsze od strony północnej otoczone jest wodami Wisły Królewieckiej. Wisła Królewiecka – dawniej, do lat 70., główna droga prowadząca statki płynące przez Zalew Wiślany do Królewca. Ma długość około 11,5 km, dostępna dla statków i łodzi o zanurzeniu nieprzekraczającym 1,5 m. Uchodzi do Zalewu na wysokości Kobylej Kępy. Rzeka zaczyna się mostem zwodzonym w Rybinie. Na wysokości Sztutowa mija się drugi czynny od niedawna zabytkowy most zwodzony. Przywrócenie funkcji podnoszenia mostu zwodzonego pozwoliła na odzyskanie statusu drogi wodnej Wiśle Królewieckiej. Ujście rzeki znajduje się na południe od miejscowości Kąty Rybackie. W latach 2006–2008 przeprowadzono gruntowną odnowę tego szlaku, naprawiono i uruchomiono oba mosty znajdujące się na Wiśle Królewieckiej, podniesiono linie wysokiego napięcia, pogłębiono i uregulowano brzegi i wały przeciwpowodziowe.
Od strony południowej sołectwa płynie rzeka Szkarpawa. Powierzchnia dorzecza Szkarpawy, zwanej również Wisłą Elbląską obejmuje prawie cały obszar Żuław Wielkich i wynosi 808 km². Zaliczana jest do ll klasy dróg wodnych. Szkarpawa, jedno z trzech historycznych ramion ujściowych Wisły, obecnie połączona z nią krótkim kanałem w miejscowości Gdańsk Głowa stała się ciekiem, w którym wielkość, przepływu wód są niewspółmiernie małe w stosunku do koryta. Stanowi 25,4-kilometrowy odcinek szlaku żeglownego łączącego Zalew Wiślany z Wisłą. Na całej swej długości jest obwałowana.
W połączeniu z Martwa Wisłą, dolnym odcinkiem Nogatu i Kanału Jagiellońskiego, umożliwia najkrótszą drogę pomiędzy Gdańskiem a Elblągiem. Dostępna dla statków i łodzi o zanurzeniu nieprzekraczającym 2,2 m.

## Wykorzystanie rzek w Grochowie Pierwszym
Do roku 1945 szlak ten był dostępny także dla małych statków morskich, ponieważ nie było na nim przeszkód nawodnych ograniczających wysokość jednostek pływających (wszystkie mosty miały przęsła zwodzone). Po roku 1945 dostępność tego szlaku została ograniczona w następstwie zniszczenia części mostów i ich odbudowy nieuwzględniającej potrzeb żeglugi. Na całej długości rzeki Szkarpawy znajdowały się niegdyś lokalne przeładownie, ogółem 17 nabrzeży i pomostów. Obecnie większość tych urządzeń, od lat nieeksploatowanych, została zdemontowana bądź zniszczona. Szkarpawa za pośrednictwem trzech dużych dopływów: Linawy, Tugi i Kanału Panieńskiego odprowadza wodę niemal z całego obszaru Żuław. Na jej prawym brzegu na wysokości miejscowości Rybina położona jest największa na Żuławach przepompownia wód Chłodniewo oraz most kolejki wąskotorowej, zamykany na czas przejazdu kolejki. Szlak wodny rzeki Szkarpawy oraz Wisły Królewieckiej cieszył się w okresie międzywojennym wielką popularnością. Był to szlak zarówno turystyczny jak i handlowy. Również w okresie powojennym z racji na to, drogi były nie tylko zniszczone, działaniami wojennymi, ale też i zalane, transport wodny był jedynym wtedy dostępnym środkiem komunikacji.